# Asura floridensis
Asura floridensis är en fjärilsart som beskrevs av Rothschild 1913. Asura floridensis ingår i släktet Asura och familjen björnspinnare. Inga underarter finns listade i Catalogue of Life.